# ドロレス・デル・リオ
ドロレス（ドローレス）・デル・リオ（Dolores del Río、本名María de los Dolores Asúnsolo y López-Negrete、1904年8月3日 - 1983年4月11日）は、メキシコ出身の女優である。1920年代のサイレント映画時代から30年代のトーキー初期までハリウッドを拠点に活動し、40年代以降は主にメキシコ映画界で実績を残した。

## 主なフィルモグラフィ
- 天下の大評判 The Whole Town's Talking (1926)
- 謎の刺青 Pals First (1926)
- 栄光 What Price Glory? (1926)
- 復活 Resurrection (1927)
- カルメン The Loves of Carmen (1927)
- 愛はひとすじ No Other Woman (1928)
- アマゾンの紅薔薇 The Gateway of the Moon (1928)
- 黄金の世界へ The Trail of '98 (1928)
- ラモナ Ramona (1928)
- 紅の踊 The Red Dance (1928)
- 熊馴らしの娘 Revenge (1928)
- エヴァンジェリン Evangeline (1929)
- やくざ者 The Bad One (1930)
- リオの誘惑 Girl of the Rio (1932)
- 南海の劫火 Bird of Paradise (1932)
- 空中レヴュー時代 Flying Down to Rio (1933)
- ワンダー・バー Wonder Bar (1934)
- カリアンテ In Caliente (1935)
- アイ・リブ・フォー・ラブ I Live for Love (1935)
- 舞台裏の戦慄 Accused (1936)
- 潜水艦SOS The Devil's Playground (1937)
- ダコタから来た男 The Man from Dakota (1940)
- 恐怖への旅 Journey into Fear (1943)
- 運命の女 Las abandonadas (1945) ※アリエル賞主演女優賞受賞
- 逃亡者 The Fugitive (1947)
- サン・ブラスの動乱 大砂塵の女 La cucaracha (1959)
- 燃える平原児 Flaming Star (1960)
- シャイアン Cheyenne Autumn (1964)
- イタリヤ式奇跡 C'era una volta (1967)